# Union démocrate d'Asie et du Pacifique
Pour les articles homonymes, voir APDU.
L'Asia Pacific Democrat Union (APDU - Union démocrate d'Asie et du Pacifique) est une association internationale de partis membres ou proches de l'Union démocrate internationale.

## Membres
- Australie : The Liberal Party of Australia, Le parti libéral d'Australie ;
- Canada : Parti conservateur du Canada (PCN) ;
- Chili : Renovación Nacional, (RN), Rénovation nationale ;
- Corée du Sud : Gungminuihim, Pouvoir des nationaux ;
- États-Unis : Republican Party, Parti républicain ;
- Fidji : Soqosoqo Duavata Ni Lewenivanua (SDL) ;
- Mongolie : Ардчилсан нам, Parti démocratique ;
- Népal : Rashtriya Prajatantra Party (RPP), Parti national démocratique
- Nouvelle-Zélande : New Zealand National Party (National), Parti national de Nouvelle-Zélande ;
- Salvador : Alianza Republicana Nacionalista (Arena), Alliance républicaine nationaliste ;
- Sri Lanka : United National Party (UNP), Parti national uni ;
- Taïwan : Guomindang, Parti nationaliste chinois ;

## Liens
L'APDU sur le site de l'UDI